# Lomaita darlingtoni
Genre
Espèce
Lomaita darlingtoni, unique représentant du genre Lomaita, est une espèce d'araignées aranéomorphes de la famille des Linyphiidae.

## Distribution
Cette espèce est endémique de République dominicaine sur Hispaniola. Elle se rencontre entre 1 400 et 2 300 m d'altitude dans la cordillère Centrale.

## Description
Le mâle holotype mesure 3,0 mm. La femelle décrite pour la première fois par Silva-Moreira et Hormiga en 2015 3,11 mm et un mâle 3,53 mm.

## Étymologie
Cette espèce est nommée en l'honneur de Philip Jackson Darlington Jr. (1904–1983).

## Publication originale
- Bryant, 1948 : The spiders of Hispaniola. Bulletin of the Museum of Comparative Zoology, vol. 100, p. 331-459 (texte intégral).